# Pollock (Luisiana)
Pollock es un pueblo ubicado en la parroquia de Grant, en el estado estadounidense de Luisiana. En el año 2000 tenía una población de 376 habitantes y una densidad poblacional de 115,3 personas por km².

## Geografía
Pollock se encuentra ubicada en las coordenadas 31°31′29″N 92°24′32″O / 31.52472, -92.40889.

## Demografía
Según la Oficina del Censo en 2000 los ingresos medios por hogar en la localidad eran de $25 625 y los ingresos medios por familia eran $29 063. Los hombres tenían unos ingresos medios de $21 250 frente a los $28 125 para las mujeres. La renta per cápita para la localidad era de $12 134. Alrededor del 22,9% de la población estaban por debajo del umbral de pobreza.